# Omar Gooding
Omar Gooding (Los Angeles, 19 ottobre 1976) è un attore statunitense, fratello minore dell'attore più noto al pubblico mondiale Cuba Gooding Jr. e figlio del cantante soul Cuba Gooding Sr..

## Biografia
Omar è meglio conosciuto per aver partecipato in varie serie televisive come Un genio in famiglia; ha avuto ruoli anche in film come Papà è un fantasma di Bill Cosby e in Baby Boy - Una vita violenta insieme a Tyrese Gibson, Ving Rhames e il rapper Snoop Dogg.
È stato uno dei primi conduttori dello show per bambini Wild and Crazy Kidz, un gioco televisivo di Nickelodeon, dal 1990 al 1992.
Inoltre ha interpretato il personaggio di Odell nella terza stagione della serie televisiva DeadWood.
Nel 2005 ha anche partecipato alla serie televisiva statunitense Barbershop, che è basato sull'omonimo film del 2002. 
Casualmente pochi anni dopo appare nello stesso ruolo di barbiere nella sitcom statunitense One on One.
Successivamente ha interpretato il ruolo di Tuck Brody in Miami Medical.

## Filmografia parziale

### Cinema
- Ghost Dad - Papà è un fantasma (Ghost Dad), regia di Sidney Poitier (1990)
- Baby Boy - Una vita violenta (Baby Boy), regia di John Singleton (2001)
- The Perfect Wife, regia di Jonathan Milton (2017)
- Don't Shoot, regia di Justin Milton (2017)

### Televisione
- Un genio in famiglia (Smart Guy) – serie TV, 51 episodi (1997-1999)
- One on One – serie TV, 7 episodi (2002-2003)
- L'isola misteriosa (Mysterious Island), regia di Russell Mulcahy – film TV (2005)
- Barbershop – serie TV, 10 episodi (2005-2006)
- DeadWood – serie TV, 2 episodi (2006)
- Miami Medical – serie TV, 13 episodi (2010)
- Grey's Anatomy – serie TV, 1 episodio (2010)
- Breeder X  – serie TV, 3 episodi (2014-2015)
- Unsolved – serie TV, 2 episodi (2018)

## Doppiatori italiani
- Nanni Baldini in Deadwood
- Roberto Draghetti in CSI: Miami
- Stefano Crescentini in Playmakers